# 福岡市民病院
福岡市民病院（ふくおかしみんびょういん）は、福岡県福岡市博多区吉塚本町にある病院。地方独立行政法人福岡市立病院機構によって運営されている。

## 沿革
当初は筑紫郡堅粕町と千代町の共同運営による「堅粕千代両町組合伝染病院」として開院。 
- 1928年（昭和3年）4月1日 - 堅粕町と千代町[1]が福岡市へ編入されたことにより、「福岡市立松原病院」に改称。
- 1931年（昭和6年）6月 - 一般病院に移行し、「福岡市立第一病院」に改称。
- 1967年（昭和42年）6月 - 病棟を木造から鉄筋コンクリート造に全面改築。病床を100床設置。
- 1969年（昭和44年）12月 - 福岡市立4病院（第一病院・西新病院・少年保養所・荒津病院）の経営悪化を改善するため、福岡市病院事業運営審議会に経営不振の原因及び健全な経営を図る方策について諮問。
- 1982年（昭和57年）4月 - 腎センターと管理棟を増設。
- 1987年（昭和62年）5月 - 現在地（吉塚駅貨物ヤード跡地）での新病棟建設を開始。
- 1989年（平成元年）
  - 3月 - 現在地に新病棟が完成。
  - 4月26日 - 落成式を挙行。
  - 4月30日 - 第一病院が廃止される。
  - 5月1日 - 「福岡市民病院」として開院。病床数は200床。
  - 5月2日 - 外来診療を開始。
- 2002年（平成14年）12月 - 福岡市立こども病院・感染症センターとの一体的整備の必要性が検討される。
- 2003年（平成15年）
  - 3月 - 救急病院に認定される。
  - 4月 - 脳卒中センターを開設。神経内科と脳神経外科を新設。 地域医療連携室を開設。
- 2004年（平成16年）11月 - 電子カルテを導入。
- 2005年（平成17年）
  - 4月 - 日本医療機能評価機構による病院機能評価を取得。管理型臨床研修病院を開始。電子レセプトによる請求を開始。
  - 7月 - DPC調査協力病院となる。
  - 8月 - 集中治療部（ICU）を開設。
- 2006年（平成18年）
  - 3月 - 泌尿器科を閉鎖。
  - 4月 - 循環器科を開設。
  - 5月 - DPC導入に参加。
- 2007年（平成19年）
  - 3月 - 産婦人科を閉鎖（福岡市立こども病院・感染症センターへ移管）。
  - 7月 - 外国人医師等のための臨床修練指定病院に認定される。
- 2008年（平成20年）
  - 10月 - 外来化学療法室を開設。
  - 11月 - 保健指導室の開設に伴い、特定健診・特定保健指導事業を開始。 院外処方を開始。
- 2010年（平成22年）
  - 4月1日 - 「地方独立行政法人 福岡市立病院機構 福岡市民病院」に運営形態を変更。
  - 7月 - 耳鼻咽喉科を閉鎖。
- 2011年（平成23年）
  - 4月 - 福岡県知事より地域医療支援病院に承認される。外来診療科を臓器別センターへ編成。
  - 6月 - CCU（冠動脈疾患集中治療室）を開設。
- 2012年（平成24年）4月 - 血管外科、腎臓内科を開設。
- 2013年（平成25年）
  - 3月 - 救急科を開設。
  - 11月 - 新棟（救急診療棟）の建設に着手。
- 2014年（平成26年）
  - 8月 - 新棟が完成。
  - 9月 - 救急診療棟での診療を開始。
  - 11月 - 感染症病床を設置（福岡市立こども病院・感染症センターから移管）。
- 2015年（平成27年）
  - ７月 - 感染症内科開設

## 診療科
内科系
- 内科
- 消化器内科
- 肝臓内科
- 糖尿病内科
- 神経内科
- 循環器内科
- 腎臓内科
- 感染症内科

外科系
- 外科
- 消化器外科
- 肝臓外科
- 整形外科
- 脳神経外科
- 血管外科
- 眼科

その他
- 放射線科
- 麻酔科
- 救急科
- リハビリテーション科

特殊治療
- ハートセンター
- 糖尿病センター
- 腎センター
- 脳神経・脳卒中センター
- 消化器センター
- 肝・胆・膵センター

## 施設
本館（8階建て）
- 8階 - ハートセンター、肝・胆・膵センター（内科）、CCU（冠動脈疾患集中治療室）、糖尿病センター、腎臓内科、内科一般
- 7階 - 消化器センター、肝・胆・膵センター（外科）、血管外科、外科全般
- 6階 - 整形外科、眼科、救急科
- 5階 - 脳神経・脳卒中センター、脳卒中集中治療室
- 4階 - 事務所、診療支援室、医局、看護部長室、図書館
- 3階 - 腎センター、集中治療部、病理検査室、手術部、地域医療連携室
- 2階 - 脳神経・脳卒中センター（神経内科・脳神経外科）、眼科、ハートセンター（循環器内科）、エコー室、リハビリテーション室、外来化学療法室、検査室、保健指導・看護相談室、検査部、言語聴覚室
- 1階 - 総合受付、総合診療部、外科、整形外科、肝・胆・膵センター、消化器センター、内科、糖尿病センター、血管外科、腎臓内科、放射線部、内視鏡室、薬剤部、患者サポート相談窓口、入退院支援室、売店

救急診療棟（4階建て）
- 3階 - 第二医局、当直室
- 2階 - 講堂
- 1階 - 救急受付、救急診療室、MRI検査室、専用診察室

## 施設承認
- 救急告示病院
- DPC包括対象病院
- 開放型病院
- 管理型臨床研修指定病院
- 臨床修練指定病院（外国人医師臨床修練施設）
- 地域医療支援病院
- 日本医療機能評価機構認定病院
- 腹部ステントグラフト実施施設
- 日本肝臓学会認定施設
- 日本肝胆膵外科学会高度技能専門医修練施設Ｂ
- 日本内科学会認定医制度教育関連病院
- 日本糖尿病学会認定教育施設
- 日本外科学会外科専門医制度修練施設
- 日本消化器外科学会専門医修練施設
- 日本消化器病学会専門医制度認定施設
- 日本消化器内視鏡学会専門医制度指導施設
- 日本消化管学会胃腸科指導施設
- 日本神経学会専門医制度教育施設
- 日本脳神経外科学会専門医認定制度研修施設
- 日本脳卒中学会専門医認定制度研修教育病院
- 日本脳神経血管内治療学会専門医制度研修施設
- 日本循環器学会認定循環器専門医研修関連施設
- 日本心血管インターベンション治療学会研修関連施設
- 日本整形外科学会専門医制度研修施設
- 日本眼科学会専門医制度研修施設
- 日本麻酔科学会麻酔科認定病院
- 日本医学放射線学会放射線科専門医修練機関
- 日本ＩＶＲ学会専門医修練施設
- 日本病態栄養学会認定栄養管理
- ＮＳＴ実施施設
- 日本がん治療認定医機構認定研修施設
- 日本救急医学会救急科専門医指定施設
- 下肢静脈瘤に対する血管内レーザー焼灼術の実施基準による実施施設
- 三学会構成心臓血管外科専門医認定機構関連施設
- 浅大腿動脈ステントグラフト実施施設
- 日本透析医学会専門医制度教育関連施設
- 日本腎臓学会研修施設

## 交通機関
鉄道
- JR九州 鹿児島本線・福北ゆたか線「吉塚駅」から徒歩4分
- 福岡市営地下鉄 箱崎線「千代県庁口駅」から徒歩11分、「馬出九大病院前駅」から徒歩9分

バス
- 西鉄バス 「吉塚駅前」バス停から徒歩3分、「妙見」バス停から徒歩3分

自家用車
- 福岡県道550号浜新建堅粕線・福岡県道607号福岡篠栗線 「妙見」交差点

## 周辺
- 東公園
- 福岡県庁
- 九州大学病院
- 千代森神社